# فريند شيب (ويسكونسن)
فريند شيب (بالإنجليزية: Friendship, Wisconsin)‏ هي village of Wisconsin، قرية و مقر المقاطعة تقع في الولايات المتحدة في مقاطعة آدامز (ويسكونسن). يقدر عدد سكانها بـ 725 نسمة ومساحتها 2.38 كم2وترتفع عن سطح البحر 291 متر.

## التركيبة السكانية
قام مكتب تعداد الولايات المتحدة بتحديد بيانات التركيبة السكانية لفريند شيب في تعداد الولايات المتحدة. في ما يلي، التركيبة السكانية حسب تعدادي 2000 و2010.

### تعداد عام 2000
بلغ عدد سكان فريند شيب 698 نسمة بحسب تعداد عام 2000، وبلغ عدد الأسر 257 أسرة وعدد العائلات 157 عائلة مقيمة في القرية. في حين سجلت الكثافة السكانية 787.4 نسمة لكل ميل مربع (304.0/كم2). وبلغ عدد الوحدات السكنية 294 وحدة بمتوسط كثافة قدره 331.7 نسمة لكل ميل مربع (128.1/كم2).
وتوزع التركيب العرقي للقرية بنسبة 94.27% من البيض و 1.72% من الأمريكيين الأصليين و 2.15% من الأمريكيين ذوي الأصول الآسيوية و 0.14% من سكان جزر المحيط الهادئ و 0.43% من الأمريكيين الأفارقة و 0.72% من عرقين مختلطين أو أكثر.
بلغ عدد الأسر 257 أسرة كانت نسبة 29.2% منها لديها أطفال تحت سن الثامنة عشر تعيش معهم، وبلغت نسبة الأزواج القاطنين مع بعضهم البعض 44.0% من أصل المجموع الكلي للأسر، ونسبة 10.9% من الأسر كان لديها معيلات من الإناث دون وجود شريك، وكانت نسبة 38.9% من غير العائلات. تألفت نسبة 34.2% من أصل جميع الأسر من أفراد ونسبة 19.5% كانوا يعيش معهم شخص وحيد يبلغ من العمر 65 عاماً فما فوق. وبلغ متوسط حجم الأسرة المعيشية 2.97، أما متوسط حجم العائلات فبلغ 2.31.
بلغ العمر الوسطي للسكان 40 عاماً. وكانت نسبة 24.1% من القاطنين تحت سن الثامنة عشر، وكانت نسبة 7.0% بين الثامنة عشر والأربعة وعشرون عاماً، ونسبة 27.7% كانت واقعةً في الفئة العمرية ما بين الخامسة والعشرون حتى والأربعة وأربعون عاماً، ونسبة 18.9% كانت ما بين الخامسة والأربعون حتى الرابعة والستون، ونسبة 22.3% كانت ضمن فئة الخامسة والستون عاماً فما فوق. يوجد لكل 100 أنثى 105.3 ذكر، ويوجد لكل 100 أنثى في الثامنة عشر من عمرها فما فوق 109.5 ذكر.
بلغ متوسط دخل الأسرة في القرية 24,615 دولار، أما متوسط دخل العائلة فبلغ 33,438 دولار. وكان متوسط دخل الذكور 29,375 دولار مقابل 21,458 دولار للإناث. وسجل دخل الفرد الخاص بالقرية 14,773 دولار. وكانت نسبة 16.4% من العائلات ونسبة 23.4% من السكان تحت خط الفقر، وكان من هؤلاء نسبة 38.8% تحت سن الثامنة عشر ونسبة 10.3% في الخامسة والستين من العمر وما فوق.

### تعداد عام 2010
بلغ عدد سكان فريند شيب 725 نسمة بحسب تعداد عام 2010، وبلغ عدد الأسر 256 أسرة وعدد العائلات 161 عائلة مقيمة في القرية. في حين سجلت الكثافة السكانية 823.9 نسمة لكل ميل مربع (318.1/كم2). وبلغ عدد الوحدات السكنية 323 وحدة بمتوسط كثافة قدره 367.0 لكل ميل مربع (141.7/كم2).
وتوزع التركيب العرقي للقرية بنسبة 95.0% من البيض و 0.1% من الأمريكيين الأصليين و 0.6% من الأمريكيين ذوي الأصول الآسيوية و 1.9% من الأمريكيين الأفارقة و 0.8% من عرقين مختلطين أو أكثر.
بلغ عدد الأسر 256 أسرة كانت نسبة 28.9% منها لديها أطفال تحت سن الثامنة عشر تعيش معهم، وبلغت نسبة الأزواج القاطنين مع بعضهم البعض 41.4% من أصل المجموع الكلي للأسر، ونسبة 15.6% من الأسر كان لديها معيلات من الإناث دون وجود شريك، بينما كانت نسبة 5.9% من الأسر لديها معيلون من الذكور دون وجود شريكة وكانت نسبة 37.1% من غير العائلات. تألفت نسبة 32.8% من أصل جميع الأسر من أفراد ونسبة 14.5% كانوا يعيش معهم شخص وحيد يبلغ من العمر 65 عاماً فما فوق. وبلغ متوسط حجم الأسرة المعيشية 2.81، أما متوسط حجم العائلات فبلغ 2.29.
بلغ العمر الوسطي للسكان 45.6 عاماً. وكانت نسبة 18.5% من القاطنين تحت سن الثامنة عشر، وكانت نسبة 8.4% بين الثامنة عشر والأربعة وعشرون عاماً، ونسبة 22.2% كانت واقعةً في الفئة العمرية ما بين الخامسة والعشرون حتى والأربعة وأربعون عاماً، ونسبة 23.8% كانت ما بين الخامسة والأربعون حتى الرابعة والستون، ونسبة 27% كانت ضمن فئة الخامسة والستون عاماً فما فوق. وتوزع التركيب الجنسي للسكان بنسبة 50.2% ذكور و49.8% إناث.